# (39387) 4150 P-L
4150 P-L (asteroide 39387) é um asteroide da cintura principal. Possui uma excentricidade de 0.18957260 e uma inclinação de 11.94175º.
Este asteroide foi descoberto no dia 24 de setembro de 1960 por Cornelis Johannes van Houten e Ingrid van Houten-Groeneveld e Tom Gehrels em Palomar.